# Ludo Cornelis
Ludovicus Cornelis (1951) is een Vlaamse rechtsgeleerde.
Aan de Vrije Universiteit Brussel (VUB) haalde hij zijn licentiaat in de rechten in 1974. Aan diezelfde universiteit behaalde hij in 1975 een postgraduaat in het economisch recht.
In 1980 werd Cornelis lid van de Brusselse balie. Twee jaar later (in 1982) werd hij aan de VUB doctor in de rechten. Hij behaalde deze titel met grootste onderscheiding voor een doctoraatschrift over burgerlijke aansprakelijkheid. Hij was buitengewoon hoogleraar verbonden aan de VUB, waar hij 'verbintenissenrecht', 'bijzondere vraagstukken van het verbintenissenrecht', 'deontologie van de juridische beroepen' en 'aansprakelijkheid in ondernemingsverband' doceerde.
Cornelis is tevens of-counsel bij advocatenkantoor Eubelius. Zijn praktijk spitst zich voornamelijk toe op advies en geschillenwerk in vennootschapsrecht, ondernemings-, economisch en financieel recht, telecomrecht, contracten en aansprakelijkheidsrecht. Daarnaast treedt hij ook vaak op in arbitragezaken.
- Gemeinsame Normdatei: 1055786368
- International Standard Name Identifier: 0000 0000 0051 7297
- Système universitaire de documentation: 09382808X
- Virtual International Authority File: 66533706